# 이호영 (예술가)
이호영(李浩榮, 1965년 ~ )은 대한민국의 서양화가 겸 설치 예술가이자, 아티스트 겸 대학 교수로, 그의 주요 작품으로는 설치 미술 작품인 《오래된 정원》 등이 있다.

## 생애

### 성장기
1965년 3강원도 강릉시에서 태어나 유년 시절 시인을 꿈꾸었고, 강릉고등학교 미술부에 진학하여 화가의 꿈을 품는다. 1985년 홍익대학교 서양화과를 진학하여, 1992년에 학사학위를 받고 1992년 홍익대학교 대학원 회화과 석사를 진학하여 1994년 석사학위를 받는다. 2002년 홍익대학교 대학원 미술학 박사과정을 시작하여 2009년 박사학위를 받는다. 미술가 겸 대학 교수로, 결국 그는 그야말로 대한민국의 현대미술의 선두주자급 아티스트이기도 하다.

## 작품 활동
1993년 서울에 위치한 갤러리 사각에서 열린 이호영의 첫 개인전 ‘그리운 내일’을 시작으로 2023년 현재 48 여 회의 개인전을 열고 있다.

### 개인전
- 1993 ‘그리운 내일’ (갤러리 사각, 서울)
- 1997 ‘영원한 話頭’ 회화설치 (덕원미술관, 서울)
- 1997 ‘영원한 話頭’ 회화설치 (강릉문화예술관, 강릉)
- 1999 ‘화엄(華嚴)’ 회화설치 (미술회관, 서울)
- 1999 ‘화-화원(火-花園)’ 회화설치(토탈미술관 기획전, 토탈미술관, 장흥)
- 2003 ‘꽃들의 시간’ 영상회화설치 (관훈미술관1,2,3전시실, 서울)
- 2004 ‘화-인 (花-人)’ 회화 (현대백화점문화센타 초대, 서울)
- 2004 ‘화-인’ 회화 (갤러리산청초대전, 서울)
- 2004 ‘화-인’ 영상회화설치 (환경엑스포 초대전, 코엑스, 서울)
- 2004 ‘꽃들의 대지’ 영상설치 퍼포먼스 (강릉제비리미술관 초대전, 강릉)
- 2004 ‘꽃들의 대지-화-인- 서울’ 영상설치 퍼포먼스 (대안공간 움 초대전, 서울)
- 2006 ‘화-인’ 회화 (갤러리 호 초대전, 서울)
- 2006 ‘피어나는 꽃들’ 회화설치(예술의 전당 한가람미술관, 서울)
- 2006 ‘양재천은 흐른다’ 영상 회화 설치 (인사아트센타, 서울)
- 2007 강원 아트페어 초대 ‘화-인’ 회화 (치악예술관, 원주)
- 2007 ‘몸- 바다에 이르다’ 퍼포먼스(속초 민예총 초대, 엑스포 광장, 속초)
- 2008 ‘꽃들의 비명’ 영상설치, 회화, 퍼포먼스(쿤스트라움갤러리 초대, 서울)
- 2008 ‘피어나는 것들’회화(한갤러리 기획, 서울)
- 2009년 5월 2일- 5월 30일 '꽃들의 바다’ 영상설치, 퍼포먼스(서울남부지방검찰청 초대, 남부지방검찰청 대회의실, 서울)
- 2010년 2월 3일 ~ 2월 12일 ‘꽃들의 바다’ 회화(아카갤러리 기획, 서울)
- 2011년 5월 25일 ~ 5월 31일 ‘꽃눈-피어나는 몸들’회화(유나이티드 갤러리 초대, 서울)
- 2011년 6월 27일 ~ 7월 1일 ‘꽃눈-피어나는 것들’회화(동경한국대사관, 동경)
- 2011년 7월 14일 ~ 7월 18일 ‘꽃눈-피어나는 몸들-강릉에’회화(강릉미술관, 강릉)
- 2011년 10월 5일 ~ 10월 11일 ‘녹-오래된 정원’회화(바움아트갤러리, 서울)
- 2012년 9월 17일 ~ 9월 29일 ‘물-오래된 정원’영상 설치 (블레시움갤러리, 용인)
- 2013년 9월 11일 ~ 9월 31일 ‘꽃그늘’회화 (갤러리세인, 서울)
- 2014년 8월 13일 ~ 8월 19일 ‘아리랑- 오래된 정원’영상설치(강릉시립미술관, 강릉)
- 2014년 11월 13일 ~ 11월 18일 ‘길 안의 길’ 영상설치(2相 공간 두들, 서울)
- 2015년 7월 8일 ~ 7월 14일 ‘길에서 길을 묻다- 오래된 정원’(강릉시립미술관, 강릉)
- 2015년 12월 22일 ~ 2016년 1월 26일 ‘월인천강-오래된 정원’(철암탄광역사촌 초대, 태백)[2]
- 2017년 3월 8일 ~ 14일 '오래된 정원-푸른기다림 (갤러리 H)[3]

- 2017년 6월 1일 ~ 2017년 6월 21일 ‘The Old Garden-Blue Waiting ’(The Loft Art Studios and Galleries, LA)[7]

2017년  6월  1일-  6월 21일   'The Old Garden-Blue Waiting'(LOFT, LA, USA)
2017년 12월 20일- 12월 29일   ‘오래된 정원- 푸른 기다림’(갤러리 세인 초대, 서울)
2018년  3월 23일-  5월 24일   ‘오래된 정원- 푸른 기다림’(모이리344 초대, 파주)
2018년  5월 16일-  9월 31일   ‘오래된 정원- 빈 자리’(이효석 문학관 초대, 평창)
2019년  1월 16일-  1월 30일   ‘The old garden- Blue Waiting’ (LAARTCORE, LA, CA,USA)
2019년  2월  1일-  2월 13일   ‘The old garden- Blue Waiting’ (PROXY PLACE GALLERY, LA, CA,USA)
2019년  4월  2일-  4월  6일   ‘The old garden- Blue Waiting’ (Gallery DAP Gallery, Warszawa, Polska )
2019년  7월 22일-  7월 26일   오래된 정원- 푸른 기다림 2019(OneH Gallery, 서울)
2021년  1월  9일-  1월 31일  ‘The old garden- The Way on the road’(SoLA contemporary, LA, CA,USA)
2021년  9월 15일-  9월 30일  오래된 정원- 타오르는 것들(갤러리 오엔, 하남)
2022년  8월 19일-  9월 8일   하루 (바움아트스페이스, 서울)
2023년  1월 15일-  1월 28일  녹- 하염없음으로 (플러스 나인 갤러리, 서울)
2023년  4월 13일-  5월  2일  어느 하루 (두나무아트큐브, 안양)

### 단체전
- 2009년 6월 26일～7월 2일 회화의 반란(아트스페이스 율, 성남)
- 2009년 10월 13일～10월 19일 ‘현대미술의 Vision 2009’(세종문화회관 미술관, 서울)
- 2009년 12월 2일～12월 8일 제7회 판화세계 ‘전국판화작가초대전’ (강릉미술관, 강릉)
- 2009년 10월 28일～11월 5일 2009 The 4th Korea․ Japan International Fine Art Exchange Exhibition (성남아트센터 별관, 아트스페이스율, 성남)
- 2010년 4월 21일～4월 25일 China Korea Modern art Fair (798art center 706Hall, 北京, 中國)
- 2010년 8월 28일~9월 9일 韓國-臺灣 精銳作家招待展(갤러리아트 연, 용인)
- 2010년 9월 29일~10월 5일 제8회 강릉현대판화가회. 웨이브그룹초대 ‘확장된 개념의 복합 미디어전’ (강릉미술관, 강릉)
- 2010년 10월 26일～10월 31일 2010 第 5回 日韓繪畵交流展(Gallery 北野坂, 神戶, Japan)
- 2010년 11월 8일～11월 14일 G20 World Artist Festival (한국프레스센터 1층 전시관 전관, 서울)
- 2010년 11월 24일～11월 30일 강릉원주대학교미술학과 교수작품전(해람미술관, 강릉)
- 2011년 5월 4일～6월 5일 ‘BLOOM 꽃을 피우다.’(충무아트홀 갤러리, 서울)
- 2011년 5월 26일～6월 21일 Welcome to Gwang Hwa Mun. Art Festival.웰 컴 투 광화문 (세종문화회관 미술관, 서울)
- 2011년 7월 27일~9월 30일 2011남해바다미술제 길현미술관개관기념 ‘푸른잠수함전 (길현미술관, 남해)
- 2011년 9월 2일~9월 9일 ‘아틀란티스로의 항해’ 전 (바움아트갤러리, 서울)
- 2011년 9월 28일~10월 4일 제9회 강릉현대판화회 ‘복합 미디어전’ (강릉미술관)
- 2011년 11월 16일~11월 22일 제12회 신사임당미술대전 운영․심사위원초대전 (강릉미술관, 강릉)
- 2012년 3월 21일~3월 27일 ‘가설의 정원’(토포하우스, 서울)
- 2012년 4월 18일~5월 22일 We are going to Gwang Hwa Mun. Art Festival. 우리는 지금-광화문으로 간다-현대미술청년작가전 (세종문화회관 미술관, 서울)
- 2012년 4월 26일~5월 2일 ART IN GANGWON 창립전(춘천문화예술관, 춘천)
- 2012년 5월 16일~5월 22일 2012단원미술제 수상․추천․초대작가전 (인사아트프라자 갤러리, 서울)
- 2012년 5월 25일~5월 31일 2012 The 1st Korea Seongnam Japan Kobe 國際現代 繪畵祭, 성남아트센타 본관2.3전시장, 성남
- 2012년 7월 4일~7월 8일 제10회 강릉현대판화가회 복합미디어 B.T.A 전(강릉미술관 전관, 강릉)
- 2012년 7월 6일~7월 22일 2012 ‘힘 있는 강원’ 전(국립춘천박물관 기획전시실 1,2관, 춘천)
- 2012년 7월 25일 ~ 8월 26일 박수근미술관개관10주년 특별전시 2012 힘있는 강원전
- 2012년 7월 26일 ~ 9월 14일 2012 포스코 기획초대 ‘city garden 숲’(포스코갤러리, 포항)
- 2012년 8월 9일 ~ 8월 19일 2012예술과 지성 ‘감각하는 사유’(강릉미술관전관, 강릉)
- 2012년 9월 3일 ~ 9월 15일 2012 청하갤러리 초대 회화-ISM전(청하갤러리, 성남)
- 2012년 10월 28일 ~ 11월 11일 제27회 전국공모 모란현대미술대전 운영․심사위원지상전 (성남아트센터, 성남)
- 2013년 3월 2일 ~ 3월 10일 경기향토작가초대-2013 THE FIST전(성남아트센터 본관 전시실, 성남)
- 2013년 4월 5일 ~ 5월 5일 2013 단원미술관 개관기념전 (단원미술관, 안산)
- 2013년 4월 25일 ~ 5월 27일 GOOD MORNING GWANG HWA MUN.
- 2013년 9월 24일 ~ 10월 3일 가을로의 동행전(현대예술관, 울산)
- 2014년 2월 14일 ~ 3월 9일 DREAMING 4인전(갤러리 팩토리, 서울)
- 2014년 4월 16일 ~ 4월 22일 푸른 4월(바움아트갤러리, 서울)
- 2014년 4월 23일 ~ 4월 29일 강릉원주대학교 미술학과 교수작품전(강릉시립미술관, 강릉)
- 2014년 6월 3일 ~ 6월 11일 Spirit- Scape, 2014 art in gangwon(춘천문화예술회관, 춘천)
- 2014년 7월 3일 ~ 7월 15일 흐름과 전망전(비주 아트, 서울)
- 2014년 8월 13일 ~ 8월 19일 ‘아리랑- 현재를 바라보는 다섯 개의 시선’(강릉시립미술관, 강릉)
- 2014년 8월 25일 ~ 9월 5일 ‘아리랑- 현재를 바라보는 다섯 개의 시선- 울산’(H-아트홀, 울산)
- 2014년 11월 4일 ~ 11월 11일 SNAF2014(성남아트센타 본관전시실, 성남)
- 2015년 1월 12일 홍익아트페어 (서울가든호텔, 서울)
- 2015년 2월 4일 ~ 2월 17일 四方美界(갤러리 희수, 서울)
- 2015년 3월 23일 ~ 3월 29일 탄천설치미술제(탄천변, 성남)
- 2015년 4월 29일 ~ 5월 5일 감각하는 사유 2015봄(남산갤러리, 서울)
- 2015년 5월 15일 ~ 5월 21일 인간. 도시. 자연설치미술전(천안시 대흥동특별전시관, 천안)
- 2015년 6월 23일 ~ 6월 30일 강원의 미의식 찾기(춘천문화예술회관, 춘천)
- 2015년 7월 8일 ~ 7월 14일 길 위에서 만난 생-현재를 바라보는 여섯 개의 시선(강릉시립 미술관, 강릉)
- 2015년 9월 2일 ~ 9월 8일 B.T.A media전(강릉시립미술관, 강릉)
- 2015년 12월 22일 ~ 2016년 1월 26일 ‘흐르는 땅, 태백- 사미인곡’(철암탄광역사촌 초대, 태백)[10]
- 2016년 힘 있는 강원展 (국립춘천박물관)[11]
- 2016년 8월 1일 ~ 2016년 8월 26일 제 2 회‘흐르는 땅, 태백 (철암탄광역사촌, 태백)[12]
- 2016 한·미 현대미술 국제 교류전 (강동아트센터)[13]
- 2017년  7월  5일-  7월 11일  ‘현재를 바라보는 시선2017-한중일현대작가교류전 (강릉시립미술관, 강릉) 2017년  7월 13일-  7월 23일  ‘현재를 바라보는 시선2017-한중일현대작가교류전 (강동아트센타, 서울)  2018년  5월 25일-  6월 25일  ‘2018여름-우리들의 지금’(모리리344, 파주)  2018년 10월 20일- 11월 18일  ‘한국-프랑스 현대미술 NEW DIALOGUE'(쉐마미술관, 청주)  2019년  1월  2일-  1월  8일  ‘감각하는 사유- 인사동 여기에서 우리(H갤러리, 서울)  2019년  4월  9일-  4월 13일  ‘Korea Artist'(Herzen University, St. Petersburg Russia)   2019년  4월 15일-  4월 28일  ‘Korea Artist’(Bulla Fond Museum, St. Petersburg Russia)  2019년  6월 24일-  7월  6일  ‘Exposition dart contemporary Corea France a Paris NEW DIALOGUE (89 Gallery, Paris)  2019년 12월 10일- 12월 30일  현재를 바라보는 시선- 강릉국제미술교류전(강릉시립미술관, 강릉)  2020년  4월 29일-  5월  5일  감각하는 사유2020 봄 그리고 보다(갤러리 H 전관, 서울)  2020년  9월 17일- 10월 12일  작품, 향수를 담다 (갤러리 오엔, 하남)  2020년 11월 27일- 12월 17일  산 그리고 사람들 (갤러리 오엔, 하남)  2021년  6월 22일-  9월 11일  산 그리고 사람들 2021(무창포미술관, 보령)   2021년  9월 30일- 11월  7일  강원국제트리엔날레 2021 따스한 재생 (와동분교, 홍천)  
전시 기획   2015, 2016, 2017년 “흐르는 땅, 태백” 전시 기획(주최: 예술과 지성, 태백탄광문화연구소 주관: 철암탄광역사촌 아트하우스)  2016년  The 20th Seoul International Cartoon & Animation Festival 사무국장 엮임  2017, 2019 ‘현재를 바라보는 시선’ 국내, 국제 전시기획  2017, 2018, 2019 2020 ‘감각하는 사유’ 기획  2021 ‘무창포 프로젝트’ 기획  2020, 2021, 2022‘산, 그리고 사람들’ 기획  2023  재탄생-설악의 봄 기획
- 2023  설악국제미술제 “You & I” 기획

## 학력
- 1984 강릉고등학교 졸업
- 1985 홍익대학교 미술대학 서양화과 입학
- 1992 홍익대학교 미술대학 회화과 학사
- 1992 홍익대학교 대학원 서양화과 입학
- 1994 홍익대학교 대학원 서양화과 미술학 석사
- 2002 홍익대학교 대학원 미술학과 박사과정 입학
- 2009 홍익대학교 대학원 미술학과 박사과정 미술학 박사、박사학위논문 〈《영원한 화두》·《화엄》에 나타나는 신체와 폭력에 관한 연구〉

## 연구 및 강의 경력
- 1994년 3월 ~ 1995년 2월 서남미술전시관 학예연구사
- 1995년 3월 ~ 1998년 2월 강릉대학교 미술학과 강사
- 1998년 3월 ~ 1999년 2월 홍익대학교 미술대학 회화과 연구조교
- 1998년 3월 ~ 2003년 2월 관동대학교 강사
- 1999년 3월 ~ 2002년 2월 청강문화산업대학 강사
- 1999년 3월 ~ 2001년 2월 호서대학교 예술대학 강사
- 2003년 3월 ~ 2004년 2월 건국대학교 예술대학 강사
- 2005년 3월 ~ 2008년 8월 충북대학교 미술대학 강사
- 2004년 3월 ~ 2005년 2월 상명대학교 예술대학 애니메이션학과 강사
- 1999년 3월 ~ 2000년 2월 홍익대학교 미술대학 강사
- 2000년 3월 ~ 2003년 2월 홍익대학교 공과대학 건축학과 강사
- 2004년 9월 ~ 2005년 2월 홍익대학교 미술대학 강사
- 2006년 3월 ~ 2006년 8월 홍익대학교 미술대학원 강사
- 2005년 3월 ~ 2007년 8월 강릉대학교 대학원 강사
- 2007년 9월 ~ 2009년 2월 강릉대학교 미술학과 강사
- 2001년 3월 ~ 홍익대학교 미술디자인 교육원 강사
- 2010년 3월 ~ 2012년 2월 강릉대학교 미술학과 강사
- 2011년 9월 ~ 2012년 2월 관동대학교 산업공예학과 강사
- 2012년 4월 ~ 2013년 2월 동양대학교 연극영화과 강사
- 2013년 3월 ~ 2014년 8월 한국교원대학교 초등교육과 강사
- 2013년 3월 ~ 2015년 2월 강릉대학교 미술학과 강사
- 2014년 3월 ~ 2014년 8월 서울교육대학교 대학원 강사
- 2014년 3월 ~ 2014년 8월 한국교원대학교 초등교육과 강사
- 2015년 3월 ~ 2015년 8월 서울교육대학교 대학원 강사
- 2015년 3월 ~ 2015년 8월 한국교원대학교 초등교육학과 강사
- 2015년 3월 ~ 강원대학교 미술학과 강사
- 2016년 3월 ~ 2016년 8월 인하대학교 미술교육학과 객원교수
- 2018년 3월-  2018년  8월   서울교육대학교 대학원 강사
- 2018년 3월-  2018년  8월   한국교원대학교 초등교육과 강사
- 2015년 3월-  2018년  2월   강원대학교 미술학과 강사
- 2020년 3월-  현 재         대구가톨릭대학교 대학원 강사

## 수 상
- 2011년 12월 28일 유나이티드 재단 ‘우수작가상’재단법인 유나이티드 문화재단
- 2011년 7월 11일 문화예술교류진흥회 ‘공로상’사단법인 문화예술교류진흥회
- 2011년 7월 11일 2011한국현대미술작품전 ‘2011우수작가상’한국현대미술작가회
- 1993 공간국제판화비엔날레 ‘우수상’
- 1993 한국현대판화가협회 공모전 ‘우수상’
- 1991 대한민국미술대전 입선
- 1991 중앙미술대전 입선
- 1991 MBC미술대전 입선
- 1992 MBC미술대전 입선
- 1992 한국현대판화가협회 공모전 입선

## 운영 위원
- 2005년 11월 19일 제20회 모란현대미술대전 운영위원, 사단법인 한국미술협회 성남지부
- 2007년 4월 20일 제21대 한국미술협회 기획․정책위원회 부위원장, 사단법인 한국미술협회
- 2010년 10월 16일 제6회 경향미술대전 운영위원, 경향신문사
- 2011년 6월 2011년 제 12회 신사임당 미술대전 운영위원, 사단법인한국미술협회 강릉지부
- 2012년 11월 3일 제27회 모란현대미술대전 운영위원, 사단법인 한국미술협회 성남지부
- 2014년 8월 30일 ‘단원미술제 2014안산’ 단원미술제 운영위원

## 심사 위원
- 2011년 9월 5일 안산 단원미술제 심사위원
- 2015년 11월 1일 제43회 강원미술대전 심사위원
- 2016년 11월 22일 제31회 모란미술대전 심사위원
- 2017년  7월 24일  삼척시 정책자문단 위원
- 2018년  1월 26일  제35회 ‘경인미술대전’ 운영위원
- 2019년  4월 27일  제55회 ‘경기미술대전’ 운영위원
- 2020년  5월  1일  강릉시 공공디자인 진흥위원회 위원
- 2022년  9월  7일  신사임당미술대전 심사위원

## 소속 협회
- 오리진회화협회
- 한국미술협회
- 전곡포럼
- 한국조형예술학회
- 미술학회
- 예술과 지성
- 영상미디어학회 회원,
- 사단법인 한국음악저작권협회 신탁회원